# Atyopsis
Atyopsis (лат.) — род креветок из семейства Atyidae инфраотряда Caridea. Известно 2 вида.

## Распространение
Представлены в Юго-Восточной Азии в тропических и субтропических водах Индо-Тихоокеанского региона. Они встречаются на вулканических островах от Шри-Ланки до островов Самоа и далее на север до Окинавы, а также на материковой части Азии от Малайского полуострова до Индии.

## Описание
Карапакс без надглазничного шипа. Тельсон с заднебоковыми углами, нависающими над задним краем. Глаза пигментированы, не дегенерированы. Переоподы без экзопод, 2-я пара с карпусом глубоко выемчатая, мало или совсем не длиннее ширины.

## Классификация
Известно 2 вида. Род был впервые выделен в 1983 году Феннером Чейсом-младшим для двух видов, ранее рассматривавшихся в составе рода Atya. Он отличается от Atya различными признаками, включая форму тельсона (который у Atyopsis длиннее всего на углах, а у Atya — нет) и наличие «массивной шпоры» на третьем перейоподе самца.
Ископаемые представители не известны. Оба вида отличаются количеством зубцов на нижней стороне рострума: у Atyopsis spinipes их 2-6, а у Atyopsis moluccensis — 7-16.
- Atyopsis moluccensis (De Haan, 1849)
- Atyopsis spinipes (Newport, 1847)

| Фото | Английское название | Латинское название   |
| ---- | ------------------- | -------------------- |
|      | Bamboo shrimp       | Atyopsis moluccensis |
|      | Dwarf bamboo shrimp | Atyopsis spinipes    |